# Pełcza (Ukraina)
Pełcza (ukr. Повча, Powcza) – wieś na Ukrainie w rejonie dubieńskim obwodu rówieńskiego, siedziba hromady.
Wieś wzmiankowana po raz pierwszy w 1583 r. Prywatna wieś szlachecka, położona w województwie wołyńskim, w 1739 roku należała wraz z folwarkiem do klucza Ptycza Lubomirskich. Po III rozbiorze w guberni wołyńskiej. Własność m.in. Sanguszków i książąt Boriatyńskich. W II Rzeczypospolitej Pełcza należała do gminy Werba w powiecie dubieńskim województwa wołyńskiego.
W okresie międzywojennym funkcjonowała tu szkoła powszechna.
Po agresji radzieckiej na Polskę w 1939 r. została włączona w struktury administracyjne USRR. Mieszkający we wsi Polacy padli ofiarą represji ze strony władz sowieckich. 
Po ataku III Rzeszy na ZSRR w 1941 r. znalazła się pod okupacją niemiecką (okręg generalny Wolhynien-Podolien, Reichskommissariat Ukraine). 
W 1943 r. Pełcza leżała w rejonie czystek prowadzonych na Wołyniu przez nacjonalistów ukraińskich. Ich ofiarą padli polscy mieszkańcy wsi, a także ukraiński ksiądz prawosławny. Wieś została wpisana do Kresowej księgi sprawiedliwych na stronie 25.
Po II wojnie światowej Pełcza znalazła się w granicach ZSRR, a od 1991 r. w niepodległej Ukrainie.
Od miejscowości pochodzi nazwa jednostek fizycznogeograficznych: Pasma Pełczańskiego (Повчанська височина) i Pasma Pełczańsko-Mizockiego.